# Закурдаев, Павел Сергеевич
Павел Сергеевич Закурдаев (3 апреля 1992, Шушенское, Красноярский край) — российский биатлонист, призёр чемпионата России. Мастер спорта России (2012).

## Биография
Воспитанник красноярского биатлона, первый тренер — Тишкина Наталья Михайловна. Выступал за Красноярский край и «Академию биатлона», позднее — за Новосибирскую область. Тренировался под руководством Семенюк Романа Николаевича, Р. О. Неуструева, В. В. Салтыкова, В. С. Кайсина.
На чемпионате мира среди юниоров 2011 года в Нове-Место участвовал среди 19-летних, стартовал только в индивидуальной гонке, где занял восьмое место. В 2013 году принимал участие в юниорском чемпионате мира в Обертиллиахе среди 21-летних, но не поднялся выше 25-го места.
Становился победителем первенства России среди юниоров по летнему биатлону.
На взрослом уровне стал бронзовым призёром чемпионата России 2015 года в смешанной эстафете в составе сборной Новосибирской области. Также в 2015 году стал двукратным чемпионом Сибирского федерального округа в спринте и преследовании.